# 卡萨尔贝尔特拉梅
卡萨尔贝尔特拉梅（義大利語：Casalbeltrame），是意大利诺瓦拉省的一个市镇。总面积15平方公里，人口1028人，人口密度68.5人/平方公里（2009年）。ISTAT代码为003037。